# Вјаље
Вјаље (рус. Вялье) ледничко је језеро на северозападу европског дела Руске Федерације. Налази се у пограничном делу између Гатчињског рејона на северу и Лушког рејона на југу, на крајњем југозападу Лењинградске области. Целом својом територијом језеро се налази на подручју комплексног резервата природе Мшинска мочвара.
Језерска акваторија има површину од 35,8 км², јако је издужена у смеру североисток-југозапад са максималном дужином од 8,3 километра, однсно ширином не већом од 3,5 километара. Максимална дубина воде у језеру је до 9 метара. Ка језеру се одводњава територија површине 105 км².
Једина отока језера Вјаље је Црна река (дужина водотока 26 км, површина басена 223 км²) преко које је језеро повезано са Оредежом, односно са басеном реке Луге и Финског залива Балтичког мора.
Обале су доста ниске, замочварене и доста разуђене, са бројним заливима. Дно језера је доста равно, са значајним наслагама тресета. Језерске обале су у значајној мери обрасле воденим биљкама, нарочито трскама, док се у приобалним деловима неретко јављају колоније локвања. На појединим местима обала се постепено претвара у мочвару.
На језеру обитавају бројне колоније дивљих патака и гусака, те заједнице даброва и ондатри. Језеро је богато штукама и гргечима.